# Keppelius
Keppelius is een geslacht van kreeftachtigen uit de klasse van de Malacostraca (hogere kreeftachtigen).

## Soort
- Keppelius hystricotelson (Barnard, 1958)